# Дракулић (Бања Лука)
Дракулић је насељено мјесто и сједиште мјесне заједнице на подручју града Бање Луке, Република Српска, БиХ. Према подацима пописа становништва 2013. године, у овом насељеном мјесту је пописано 1.262 лица.

## Географски положај
Налази се на 160-280 метара надморске висине, површине 3,5 км2, удаљено око 6 км од градског центра. Сједиште је истоимене мјесне заједнице. Збијеног је типа, а дијели се на Горњи и Доњи Дракулић. Смјештено је на обронцима брда Главица и у долини Рудничке и Широке ријеке. На подручју насеља постоји врело Камберово. Мјештани су углавном запослени у Бањој Луци или се баве пољопривредом. Основна четворогодишња школа отворена је 1950, а 1960. добила је нову школску зграду. Радила је 2016. као петогодишња, у саставу бањалучке ОШ "Алекса Шантић". Дракулић има цркву, двије капеле и два гробља. Електричну енергију добио је шездесетих година, а телефонске прикључке крајем седамдесетих година ХХ вијека. Прикључен је на градски водовод око 2000. године. Путеви су асфалтирани послије рата 1992-1995. године. У Дракулићу су 2016. радили хотел, бензинска пумпа и неколико мањих угоститељских и трговачких објеката.

## Историја
Током Првог свјетског рата добровољци у српској војсци били су: Коста Д. Зељковић и Васо Р. Станковић.
Усташе су, 7. фебруара 1942, убиле 2.315 српских цивила (од тога 551 дијете до 14 година) из насеља Дракулић, Мотике, Шарговац и рудника Раковац. Покољ српског становништва испланирао је усташки стожерник Виктор Гутић, а предводили су га капетан Јосип Мишлов и фра Мирослав Филиповић Мајсторовић. У њихове опљачкане куће насељавани су Хрвати. Тако је по попису из 1948. године у Дракулићу било 1.788 Хрвата, а Срба 334, од укупно 2.161 становника. У овом насељу се налази спомен-костурница жртава усташког злочина подигнута 1965, а обновљена 1991. од када се сваког 7. фебруара, одржавају парастоси.
У Одбрамбено-отаџбинском рату 1992-1995. погинуло је 14 бораца ВРС. На гробљу у Доњем Дракулићу подигнуто је спомен-обиљежје погинулим борцима ВРС и цивилима са подручја мјесне заједнице Дракулић.

## Култура
У Доњем Дракулићу се налази "Спомен-храм Светог великомученика Георгија" који је посвећен српским жртвама усташког покоља 7. фебруара 1942. Изградња храма је започета 1988, а освештан је 1989.

## Спомен-костурница
Власти СФРЈ су 1965. године подигле споменик са петокраком и натписом "жртвама фашистичког терора", а на спомен-плочи је писало да је број жртава тог "терора" износио 1.400. Број убијених је умањен, а крила се и њихова националност, као и националност починилаца злочина. Споменик је освештан 1991. године и том приликом је постављена нова спомен-плоча на којој је написано да су усташе побиле 2.300 Срба, док је петокрака замијењена православним крстом.

## Становништво
Бискуп Августин Милетић навео је да је до 1818. Дракулић био католичко село, које је послије
епидемије куге насељено православним становништвом из Котор Вароша и села Јаворани (данашња општина Кнежево). Дракулић је 1879. имао 25 домаћинстава и 218 становника (210 православаца и осам католика); 1885 - 274 становника (сви православни); 1895 - 254 становника (243 православца, 11 католика); 1910 - 347 (289 православаца, 56 католика); 1921 - 384 (318 православаца и 59 католика); 1948 - 2.161 (Хрвата 1.788 или 82,74%, Срба 334 или 15,46%); 1961 - 685; 1971 - 281; 1981 - 308; 1991 - 314; 2013 - 375 домаћинстава и 1.262 становника (од којих 1.248 Срба). Подаци о броју становника на попису 1948. године су за читаву тадашњу општину Дракулић која је обухватала знатно већу територију од данашњег насељеног мјеста Дракулић. Насељено мјесто Дракулић у прошлости је мијењало своје границе, тако је нпр. 1971. године насељено мјесто Бања Лука увећано припајањем дотадашњих насеља Брда, Буквалек, Чесма, Чифлук, Делибашино Село, Дервиши, Мађир, Новаковићи, Петрићевац, Пресначе, Ребровац, Шибови, Врбања и Вујиновићи, те дијела насељеног мјеста Дракулић.
Током Одбрамбено-отаџбинског рата 1992-1995. у насеље су се доселиле српске породице прогнане из Босанског Петровца и Бихаћа, те породице са подручја Мањаче. Неке од породица које живе у насељу су: Адамовић, Бањац, Богдановић, Врућинић, Вукајловић, Гаврић, Гламочанин, Граховац, Деспот, Драгаш, Зубић, Калаба, Лукић, Марчета, Миљуш, Новковић, Обрадовић, Пајић, Радиша, Ромић, Савановић, Страживук, Сузић, Толимир, Тркуља, Шешић, Шкрбић - славе Јовањдан; Аничић, Благојевић, Ботић, Бошкан, Бранковић, Брчин, Бујак, Бурић, Бурсаћ, Велимир, Гвозденовић, Глишић, Голић, Дабић, Дакић, Драгојевић, Дринић, Дробњак, Дулић, Ђекић, Живковић, Зечевић, Зорић, Јоргић, Јосиповић, Кајкут, Калинић, Каран, Клинцов, Лазичић, Мајкић, Манојловић, Медић, Милаковић, Милошевић, Мишковић, Репић, Смиљић, Станић, Терзић, Зрнић, Чолић - Ђурђевдан; Арежина, Барош, Бијељац, Брдар, Бркић, Драгић, Копања, Кулунџија, Малеш, Морача, Остојић, Панић, Радаковић, Срдић, Тица, Узелац, Шавија, Штрбац - Никољдан; Баралић, Божић, Векић, Вујановић, Грбавац, Добријевић, Дроњак, Кнежевић, Крунић, Миловановић, Ожеговић, Ратковић, Триван, Ћетковић - Св. Стефана; Башић, Зелић, Караћ - Илиндан; Бијелић, Вејиновић, Граовац, Гудало, Ђурић, Кривокућа, Пајчин - Св. Василија Великог; Бојић, Малић, Павловић, Сладојевић, Чулић - Часне вериге; Васиљевић, Врљановић, Дувњак, Ђурашиновић, Попадић - Мратиндан; Вучковић, Лакетић, Стјепановић - Св. Игњатија; Дојчиновић, Матић, Паприца, Петровић, Радиновић, Радошевић, Салапура, Стефановић, Стоканић, Сучевић, Томазовић, Циган - Аранђеловдан;
Егеља, Ерцег, Шљивић - Лучиндан; Зукић, Рашић, Ступар - Лазареву суботу; Кукобат, Мишан, Травар,
Шипка - Марковдан; Радановић, Регодић, Спасојевић, Тодоровић, Шобот - Митровдан; Ракановић, Ћопић - Михољдан.
|             | 2013.          | 1991.        | 1981.        | 1971.        | 1961.        |
| Укупно      | 1 262 (100,0%) | 319 (100,0%) | 308 (100,0%) | 281 (100,0%) | 685 (100,0%) |
| Срби        | 1 250 (99,05%) | 262 (82,13%) | 213 (69,16%) | 237 (84,34%) | 512 (74,74%) |
| Хрвати      | 10 (0,792%)    | 36 (11,29%)  | 5 (1,623%)   | 39 (13,88%)  | 138 (20,15%) |
| Југословени | 1 (0,079%)     | 15 (4,702%)  | 70 (22,73%)  | –            | –            |
| Црногорци   | 1 (0,079%)     | –            | –            | –            | –            |
| Бошњаци     | –              | 4 (1,254%)1  | –            | –            | 28 (4,088%)1 |
| Остали      | –              | 2 (0,627%)   | 20 (6,494%)  | 5 (1,779%)   | 5 (0,730%)   |
| Словенци    | –              | –            | –            | –            | 2 (0,292%)   |

1. 1 На пописима од 1971. до 1991. Бошњаци су пописивани углавном као Муслимани.

| Демографија | Демографија | Демографија |
| Година      | Становника  | Становника  |
| ----------- | ----------- | ----------- |
| 1879.       | 218         |             |
| 1885.       | 274         |             |
| 1895.       | 254         |             |
| 1910.       | 347         |             |
| 1921.       | 384         |             |
| 1948.       | 2.161       |             |
| 1961.       | 685         |             |
| 1971.       | 281         |             |
| 1981.       | 308         |             |
| 1991.       | 315         |             |
| 2013.       | 1.262       |             |

| Упоредни преглед Срба (православних) и Хрвата (римокатолика) по пописима |                   |                    |       |                       |      |        |      |
| Година пописа                                                            | Укупно становника | Православни / Срби | %     | Римокатолици / Хрвати | %    | Остали | %    |
| 1879.                                                                    | 218               | 210                | 96,3  | 8                     | 3,7  | 0      | -    |
| 1885.                                                                    | 274               | 274                | 100,0 | 0                     | -    | 0      | -    |
| 1895.                                                                    | 254               | 243                | 95,7  | 11                    | 4,3  | 0      | -    |
| 1910.                                                                    | 347               | 289                | 83,3  | 56                    | 16,1 | 2      | 0,6  |
| 1921.                                                                    | 384               | 318                | 82,8  | 59                    | 15,4 | 7      | 1,8  |
| 1948.                                                                    | 2.161             | 334                | 15,5  | 1.788                 | 82,7 | 39     | 1,8  |
| 1961.                                                                    | 685               | 512                | 74,7  | 138                   | 20,1 | 35     | 5,1  |
| 1971.                                                                    | 281               | 237                | 84,3  | 39                    | 13,9 | 5      | 1,8  |
| 1981.                                                                    | 308               | 213                | 69,2  | 5                     | 1,6  | 90     | 29,2 |
| 1991.                                                                    | 315               | 262                | 83,2  | 36                    | 11,4 | 17     | 5,4  |
| 2013.                                                                    | 1.262             | 1.250              | 99,0  | 10                    | 0,8  | 2      | 0,2  |